# VESA 디지털 평판
VESA 디지털 평판(VESA Digital Flat Panel, DFP) 인터페이스 표준은 평판 디스플레이용 비디오 단자와 디지털 TMDS 신호 규격을 명시한다. 20핀을 특징으로 하며 패널링크(PanelLink) 프로토콜을 사용한다. 이 표준은 1997년에 비준된 이전 VESA 플러그 앤 디스플레이 (P&D) 표준을 기반으로 한다. 이후 전기적으로 호환되는 디지털 비주얼 인터페이스 (DVI, 1999)와 달리 DFP는 널리 구현되지 않았다.

## 역사
P&D는 케이블 혼란을 줄이기 위해 아날로그 및 디지털 비디오를 USB 및 FireWire를 통한 데이터와 결합했지만, 피처 크리프로 인해 인기가 없고 비싼 단자가 되었다.:4 컴팩은 DFP를 아날로그 VGA 단자와 P&D 사이의 "전환" 단계로 설명했다. DFP는 컴팩, 휴렛 팩커드, ATI 테크놀로지스를 포함한 컨소시엄에 의해 아날로그 비디오 및 데이터 지원을 제외하고 디지털 비디오 신호만 전송하는 더 작고 간단한 단자로 설계되었다.
이 단자는 컴팩 프레사리오 FP400, FP500, FP700, Fp720, 5204, 5280과 같은 디스플레이에서 사용되었다. Xpert LCD 및 ATI 테크놀로지스의 Rage LT Pro, 3D랩스의 Oxygen GVX1와 같은 그래픽 카드에서 제공되었다.

## 설계
DFP는 P&D (그리고 확장하여 DVI)와 전기적으로 호환된다. DFP는 동작을 위해 디스플레이 데이터 채널 (DDC) 표준 레벨 DDC2B를 사용하고, 호스트에 디스플레이를 식별하기 위해 확장된 디스플레이 식별 데이터 (EDID) 프로토콜을 사용한다.:§1.2 이전 P&D와 마찬가지로 DFP는 디지털 비디오 신호를 위해 실리콘 이미지에서 개발한 PanelLink TMDS 프로토콜을 사용한다.
DFP 표준은 20핀 미니 D 리본 단자를 명시한다.:§3.3 그러나 신호 프로토콜이 동일하므로 DFP 단자는 수동 어댑터를 사용하여 DVI 인터페이스가 장착된 장치와 일반적으로 호환된다.
모든 DFP 호환 장치는 최소한의 상호 운용성을 위해 640×400, 720×400, 640×480 (각각 60Hz의 화면 재생 빈도) 해상도를 지원해야 하지만, 결과적인 디스플레이가 반드시 중앙에 위치하거나 크기가 조정될 필요는 없다.:§3.7
DFP는 DVI에 의해 대체되었다. DFP는 P&D와 마찬가지로 단일 링크 TMDS 신호로 제한되기 때문이다. 대조적으로 DVI는 듀얼 링크 TMDS 신호를 지원하기 때문에 더 높은 최대 해상도를 지원할 수 있다. 또한 DVI는 아날로그 비디오도 지원하여 VGA 단자를 불필요하게 만든다.

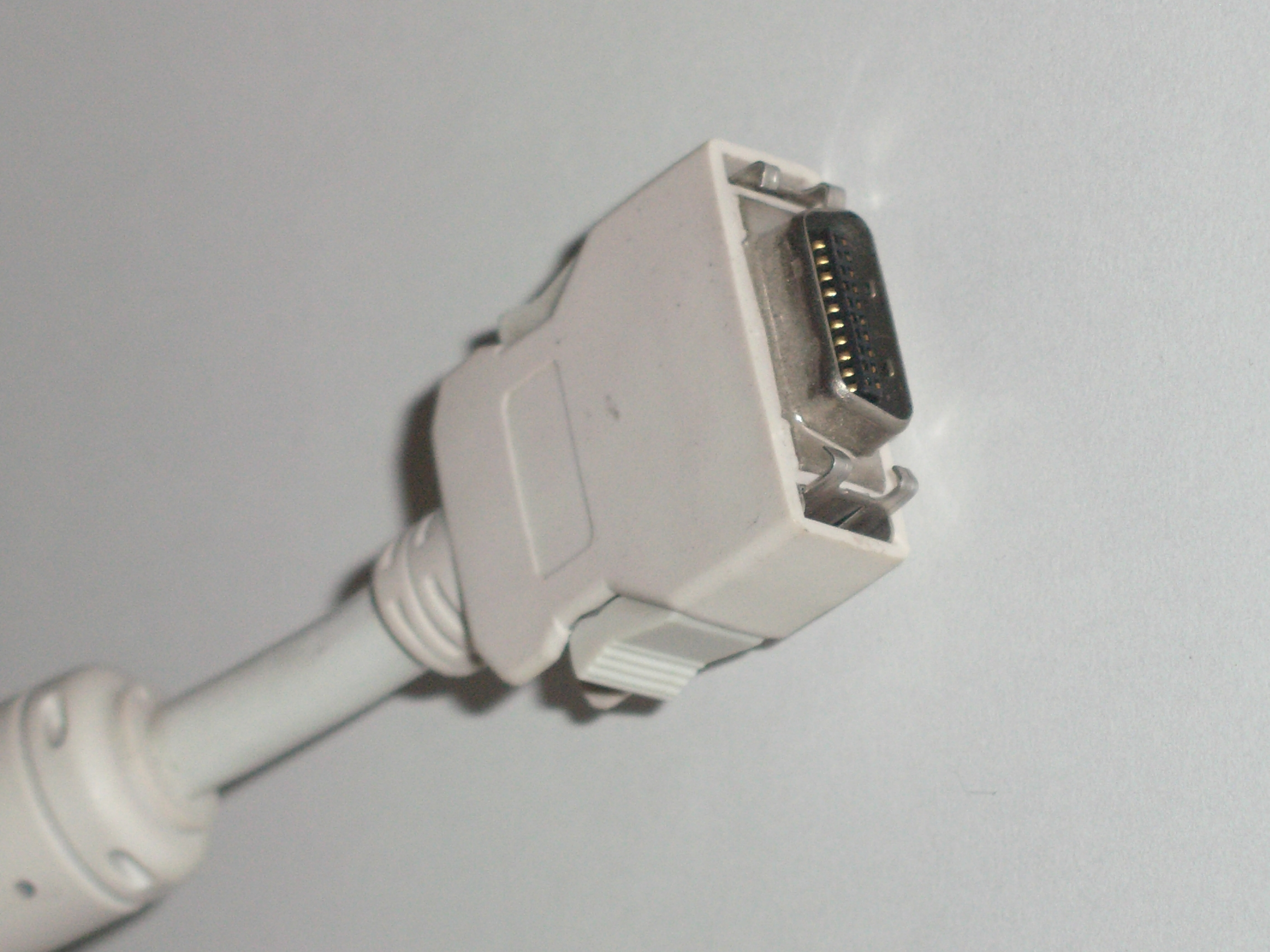
수 DFP 단자
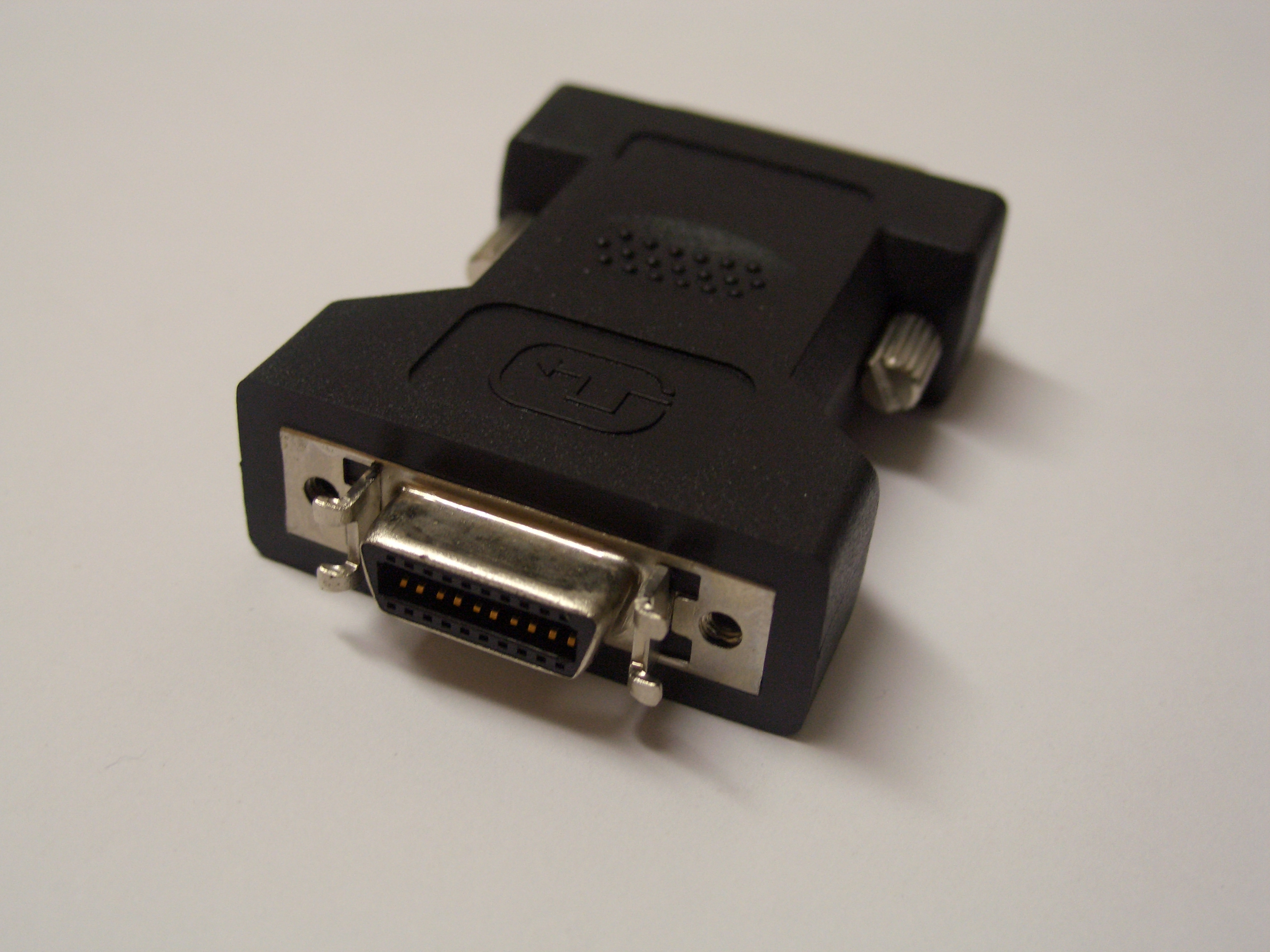
DVI-DFP 어댑터